# Ip Man 3
Pour les articles homonymes, voir Ip Man (homonymie).
Série
Ip Man 2
(2010) Ip Man 4
(2020)
Pour plus de détails, voir Fiche technique et Distribution.
Ip Man 3 est un film hongkongais réalisé par Wilson Yip, sorti en 2015, produit par Raymond Wong. C'est le troisième film de la saga Ip Man, débuté en 2008 et basé sur la vie de Yip Man, grand maître chinois du wing chun. On retrouve dans la distribution Donnie Yen qui reprend le rôle-titre. Apparaissent Mike Tyson ainsi que Danny Chan dans le rôle de Bruce Lee. Le film a été présenté en avant-première à Hong-Kong le 16 décembre 2015. C'est la société de distribution Program Store qui s'est occupée de la sortie française de ce film.

## Synopsis
En 1959, Ip Man vit à Hong Kong avec sa femme et son deuxième fils. Vivant de ses cours de wing chun, il va se retrouver à protéger l'école de son fils d'un promoteur américain prêt à tout pour acheter le terrain. Il va alors voir apparaître un rival, Cheung Tin-chi, aussi doué en Wing chun mais très pauvre.

## Fiche technique
- Titre original à Hong Kong : 葉問3
- Titre original anglais : Ip Man 3
- Réalisation : Wilson Yip
- Chorégraphie des combats : Yuen Woo-ping
- Scénario : Edmond Wong
- Musique : Kenji Kawai
- Production : Raymond Wong
- Sociétés de production : Dreams Salon Entertainment Culture, Pegasus Motion Pictures, Starbright Communications, Super Hero Films
- Sociétés de distribution : Pegasus Motion Pictures
- Budget : 36 000 000 $
- Pays d'origine : Hong Kong
- Langues d'origine : Cantonais, Anglais
- Genre : action, biopic
- Durée : 105 minutes
- Dates de sortie : 16 décembre 2015 (avant-première), 24 décembre 2015 (Hong Kong)

## Distribution
- Donnie Yen (VFB : David Manet) : Ip Man (葉問)
- Max Zhang (VFB : Bruno Mullenaerts) : Cheung Tin-chi (張天志)
- Lynn Hung (VFB : Audrey D'Hulstère) : Cheung Wing-sing (張永成)
- Patrick Tam (VFB : Didier Colfs) : Ma King-sang (馬鯨笙)
- Karena Ng : Miss Wong (黃老師)
- Kent Cheng : Fatso (肥波)
- Bryan Leung (VFB : Jean-Marc Delhausse) : Tin Ngo-san (田傲山)
- Louis Cheung : Tsui Lik (徐力)
- Danny Chan : Bruce Lee (李小龍)
- Mike Tyson : Frank
- Tats Lau

## Production

### Genèse
Troisième opus de la saga crée en 2008, Donnie Yen ne voulait initialement pas faire ce film, ni aucun autre dans la peau du personnage de Yip Man. Le début du tournage de ce troisième film a été de nombreuses fois repoussé, initialement prévu pour fin 2012, celui-ci n'a débuté qu'en mars 2015, date à laquelle on apprend que Mike Tyson serait éventuellement au casting, rumeur qui est officialisée quelques semaines plus tard.
Le film sera disponible en 3D pour le nouvel an lunaire 2016 en Chine.